# Формула-1 — Гран-прі Японії 2019
Гран-прі Японії 2019 (офіційно Formula 1 2019 Japanese Grand Prix) — автоперегони чемпіонату світу Формули-1, які пройшли 13 жовтня 2019 року на трасі Судзука в Судзуці, Префектура Міє, Японія. Це сімнадцятий етап чемпіонату світу, сорок п'яте Гран-прі Японії і тридцять п'яте в межах Чемпіонату Світу з Формули-1.

## Передумови
У зв'язку з прогнозами погоди, що стосувалися тайфуну Hagibis, усі заходи, заплановані на суботу, були скасовані. Через це третя практика була повністю скасована, а кваліфікація була перенесена на ранок неділі, за кілька годин до початку гонки. Якщо би відредагований кваліфікаційний сеанс також було б скасовано, результати другої практики було б використано як результат кваліфікації.
Пілоти та команди були такими ж, як і на початку сезону. Однак японський гонщик Наокі Ямамото брав участь у першій практиці від команди Торо Россо, замінивши П'єра Гаслі.

## Кваліфікація
| Поз.                    | №  | Пілот              | Конструктор     | Q1       | Q2       | Q3       | Старт |
| ----------------------- | -- | ------------------ | --------------- | -------- | -------- | -------- | ----- |
| 1                       | 5  | Себастьян Феттель  | Ferrari         | 1:28.988 | 1:28.174 | 1:27.064 | 1     |
| 2                       | 16 | Шарль Леклер       | Ferrari         | 1:28.405 | 1:28.179 | 1:27.253 | 2     |
| 3                       | 77 | Вальттері Боттас   | Mercedes        | 1:28.896 | 1:27.688 | 1:27.293 | 3     |
| 4                       | 44 | Льюїс Гамільтон    | Mercedes        | 1:28.735 | 1:27.826 | 1:27.302 | 4     |
| 5                       | 33 | Макс Ферстаппен    | Red Bull Racing | 1:28.754 | 1:28.499 | 1:27.851 | 5     |
| 6                       | 23 | Александр Албон    | Red Bull Racing | 1:29.351 | 1:28.156 | 1:27.851 | 6     |
| 7                       | 55 | Карлос Сайнс       | McLaren-Renault | 1:29.018 | 1:28.577 | 1:28.304 | 7     |
| 8                       | 4  | Ландо Норріс       | McLaren-Renault | 1:28.873 | 1:28.571 | 1:28.464 | 8     |
| 9                       | 10 | П'єр Гаслі         | Торо Россо      | 1:29.411 | 1:28.779 | 1:28.836 | 9     |
| 10                      | 8  | Ромен Грожан       | Haas-Ferrari    | 1:29.572 | 1:29.144 | 1:29.341 | 10    |
| 11                      | 99 | Антоніо Джовінацці | Альфа Ромео     | 1:29.604 | 1:29.254 |          | 11    |
| 12                      | 18 | Ленс Стролл        | Racing Point    | 1:29.594 | 1:29.345 |          | 12    |
| 13                      | 7  | Кімі Ряйкконен     | Альфа Ромео     | 1:29.636 | 1:29.358 |          | 13    |
| 14                      | 26 | Данило Квят        | Торо Россо      | 1:29.723 | 1:29.563 |          | 14    |
| 15                      | 27 | Ніко Гюлькенберг   | Renault         | 1:29.619 | 1:30.112 |          | 15    |
| 16                      | 3  | Данієль Ріккардо   | Renault         | 1:29.822 |          |          | 16    |
| 17                      | 11 | Серхіо Перес       | Racing Point    | 1:30.344 |          |          | 17    |
| 18                      | 63 | Джордж Рассел      | Williams        | 1:30.364 |          |          | 18    |
| Правило 107 %: 1:34.593 |    |                    |                 |          |          |          |       |
| НК                      | 20 | Кевін Магнуссен    | Haas-Ferrari    | без часу |          |          | 19    |
| НК                      | 88 | Роберт Кубіца      | Williams        | без часу |          |          | ПЛ    |
| Джерела:                |    |                    |                 |          |          |          |       |

1. ↑  Макс Ферстаппен та Александр Албон встановили однаковий час у Q3. Оскільки Ферстаппен показав час першим, він класифікований попереду Албона
2. ↑  Кевін Магнуссен не зміг показати час у кваліфікації через аварію, але був допущений до перегонів за рішенням стюардів
3. ↑  Роберт Кубіца не зміг показати час у кваліфікації через аварію, але був допущений до перегонів за рішенням стюардів. Він стартував з піт-лейну через заміну компонентів.

## Перегони
| Поз.                                                            | Пілот              | Конструктор     | Кола | Час/Відставання                         | Очки |
| --------------------------------------------------------------- | ------------------ | --------------- | ---- | --------------------------------------- | ---- |
| 1                                                               | Вальттері Боттас   | Mercedes        | 52   | 1:21:46.755                             | 25   |
| 2                                                               | Себастьян Феттель  | Ferrari         | 52   | +13.343                                 | 18   |
| 3                                                               | Льюїс Гамільтон    | Mercedes        | 52   | +13.858                                 | 15+1 |
| 4                                                               | Александр Албон    | Red Bull Racing | 52   | +59.537                                 | 12   |
| 5                                                               | Карлос Сайнс       | McLaren-Renault | 52   | +1:09.101                               | 10   |
| 6                                                               | Шарль Леклер       | Ferrari         | 51   | +1 коло                                 | 8    |
| 7                                                               | П'єр Гаслі         | Торо Россо      | 51   | +1 коло                                 | 6    |
| 8                                                               | Серхіо Перес       | Racing Point    | 51   | +1 коло                                 | 4    |
| 9                                                               | Ленс Стролл        | Racing Point    | 51   | +1 коло                                 | 2    |
| 10                                                              | Данило Квят        | Торо Россо      | 51   | +1 коло                                 | 1    |
| 11                                                              | Ландо Норріс       | McLaren-Renault | 51   | +1 коло                                 |      |
| 12                                                              | Кімі Ряйкконен     | Альфа Ромео     | 51   | +1 коло                                 |      |
| 13                                                              | Ромен Грожан       | Haas-Ferrari    | 51   | +1 коло                                 |      |
| 14                                                              | Антоніо Джовінацці | Альфа Ромео     | 51   | +1 коло                                 |      |
| 15                                                              | Кевін Магнуссен    | Haas-Ferrari    | 51   | +1 коло                                 |      |
| 16                                                              | Джордж Рассел      | Williams        | 50   | +2 кола                                 |      |
| 17                                                              | Роберт Кубіца      | Williams        | 50   | +2 кола                                 |      |
| Схід                                                            | Макс Ферстаппен    | Red Bull Racing | 14   | наслідки аварії                         |      |
| ДСК                                                             | Данієль Ріккардо   | Renault         | 51   | система коригування гальмівного балансу |      |
| ДСК                                                             | Ніко Гюлькенберг   | Renault         | 51   | система коригування гальмівного балансу |      |
| Найшвидше коло: Льюїс Хемільтон (Мерседес) — 1:30.983 (45 коло) |                    |                 |      |                                         |      |
| Джерела:                                                        |                    |                 |      |                                         |      |

1. ↑  Шарль Леклер отримав 2 штрафи: 5-секундний за спричинення зіткнення з Максом Ферстапеном і 10-секундний за керування болідом у небезпечному стані після зіткнення[7]
2. ↑  Через збій електронної системи гонка завершилася на коло раніше. Через це Серхіо Перес був класифікований на 9-му місці, незважаючи на те, що він розбив болід і зійшов з гонки на 53 колі. Згодом, після дискваліфікації гонщиків Рено, він перемістився на 6-ту позицію.[8]
3. ↑  Данієль Ріккардо та Ніко Хюлькенберг спочатку були класифіковані шостими та десятими, але через десять днів після перегонів гонщики були дискваліфіковані за використання системи коригування гальмівного балансу після протесту, висунутого Racing Point.[9]

## Положення в чемпіонаті після Гран-прі
|  | Поз. | Пілот             | Очки |
|  | ---- | ----------------- | ---- |
|  | 1    | Льюїс Гамільтон   | 338  |
|  | 2    | Вальттері Боттас  | 274  |
|  | 3    | Шарль Леклер      | 223  |
|  | 4    | Макс Ферстаппен   | 212  |
|  | 5    | Себастьян Феттель | 212  |

|  | Поз. | Конструктор     | Очки |
|  | ---- | --------------- | ---- |
|  | 1    | Mercedes        | 612  |
|  | 2    | Ferrari         | 435  |
|  | 3    | Red Bull Racing | 323  |
|  | 4    | McLaren         | 111  |
|  | 5    | Renault         | 68   |